# Rozogi (gemeente)
De gemeente Rozogi is een landgemeente in het Poolse woiwodschap Ermland-Mazurië, in powiat Szczycieński.
De zetel van de gemeente is in Rozogi.
Op 30 juni 2004 telde de gemeente 5612 inwoners.

## Oppervlakte gegevens
In 2002 bedroeg de totale oppervlakte van gemeente Rozogi 223,95 km², waarvan:
- agrarisch gebied: 53%
- bossen: 41%

De gemeente beslaat 11,59% van de totale oppervlakte van de powiat.

## Demografie
Stand op 30 juni 2004:
| Omschrijving                   | Totaal | Totaal | Vrouwen | Vrouwen | Mannen | Mannen |
| ------------------------------ | ------ | ------ | ------- | ------- | ------ | ------ |
| eenheid                        | aantal | %      | aantal  | %       | aantal | %      |
| inwoners                       | 5612   | 100    | 2743    | 48,9    | 2869   | 51,1   |
| bevolkingsdichtheid (inw./km²) | 25,1   | 25,1   | 12,2    | 12,2    | 12,8   | 12,8   |

In 2002 bedroeg het gemiddelde inkomen per inwoner 1659,73 zł.

## Administratieve plaatsen (sołectwo)
Borki Rozowskie, Dąbrowy (sołectwa: Dąbrowy I en Dąbrowy II), Faryny, Klon, Kowalik, Kwiatuszki Wielkie, Łuka, Orzeszki, Rozogi, Spaliny Wielkie.

## Overige plaatsen
Wysoki Grąd, Kokoszki, Kilimany, Wujaki, Kiełbasy, Nowy Suchoros, Radostowo, Lipniak, Antonia, Spaliny Małe, Wilamowo, Występ, Zawojki.

## Aangrenzende gemeenten
Czarnia, Łyse, Myszyniec, Pisz, Ruciane-Nida, Szczytno, Świętajno, Wielbark